# Apertium
Apertium este o platformă de traducere automată dezvoltată cu finanțare de la guvernul spaniol și guvernul Cataloniei, la Universitatea Alicante. Este software gratuit și publicat sub termenii licenței GNU.
Apertium își are originea ca una dintre motoarele de traducere automată din proiectul OpenTrad și a fost inițial realizată să traducă între limbi apropiate, deși în ultimul timp a fost extins să trateze perechi de limbi mai depărtate. Pentru a crea un sistem de traducere mașină, trebuie dezvoltate datele lingvistice (dicționare, reguli) într formate XML bine-specificate.
Datele lingvistice dezvoltate pentru el (în colaborare cu Universitatea Vigo, Universitatea Politehnică din Catalonia și Universitatea Pompeu Fabra) au suport pentru limbile romanice din Spania: spaniola castiliană, catalană și galiciană, mai având de asemenea și suport pentru engleză, portugheză, franceză, occitană și română.
Apertium este un sistem de traducere automată cu transfer de suprafață, care folosește tranduceri de stare finită pentru toate transformările lexicale și modele Markov ascunse pentru etichetarea părților de vorbire și dezambiguizarea categoriilor de cuvinte.
Proiectul a contribuit în edițiile din 2009 și 2010 a Google Summer și în ediția din 2010 a Google Code-in.

## Perechi de limbi
Listă cu dicționarele stabile. Mutați cursorul pe limbile de sus pentru a vedea ce reprezintă.
|                      | ast    | eu     | br     | bg     | ca     | da     | en     | eo     | fr     | gl     | is     | mk     | nb     | nn     | oc     | pt     | ro     | es     | sv     | cy     |
| -------------------- | ------ | ------ | ------ | ------ | ------ | ------ | ------ | ------ | ------ | ------ | ------ | ------ | ------ | ------ | ------ | ------ | ------ | ------ | ------ | ------ |
| Asturiană            | —      | Nu     | Nu     | Nu     | Nu     | Nu     | Nu     | Nu     | Nu     | Nu     | Nu     | Nu     | Nu     | Nu     | Nu     | Nu     | Nu     | Da (⇄) | Nu     | Nu     |
| Bască                | Nu     | —      | Nu     | Nu     | Nu     | Nu     | Nu     | Nu     | Nu     | Nu     | Nu     | Nu     | Nu     | Nu     | Nu     | Nu     | Nu     | Da (→) | Nu     | Nu     |
| Bretonă              | Nu     | Nu     | —      | Nu     | Nu     | Nu     | Nu     | Nu     | Da (→) | Nu     | Nu     | Nu     | Nu     | Nu     | Nu     | Nu     | Nu     | Nu     | Nu     | Nu     |
| Bulgară              | Nu     | Nu     | Nu     | —      | Nu     | Nu     | Nu     | Nu     | Nu     | Nu     | Nu     | Da (⇄) | Nu     | Nu     | Nu     | Nu     | Nu     | Nu     | Nu     | Nu     |
| Catalană             | Nu     | Nu     | Nu     | Nu     | —      | Nu     | Da (⇄) | Da (←) | Da (⇄) | Nu     | Nu     | Nu     | Nu     | Nu     | Da (⇄) | Da (⇄) | Nu     | Da (⇄) | Nu     | Nu     |
| Daneză               | Nu     | Nu     | Nu     | Nu     | Nu     | —      | Nu     | Nu     | Nu     | Nu     | Nu     | Nu     | Nu     | Nu     | Nu     | Nu     | Nu     | Nu     | Da (←) | Nu     |
| Engleză              | Nu     | Nu     | Nu     | Nu     | Da (⇄) | Nu     | —      | Da (⇄) | Nu     | Da (⇄) | Da (←) | Da (←) | Nu     | Nu     | Nu     | Nu     | Nu     | Da (⇄) | Nu     | Da (←) |
| Esperanto            | Nu     | Nu     | Nu     | Nu     | Da (←) | Nu     | Da (⇄) | —      | Nu     | Nu     | Nu     | Nu     | Nu     | Nu     | Nu     | Nu     | Nu     | Da (←) | Nu     | Nu     |
| Franceză             | Nu     | Nu     | Da (←) | Nu     | Da (⇄) | Nu     | Nu     | Nu     | —      | Nu     | Nu     | Nu     | Nu     | Nu     | Nu     | Nu     | Nu     | Da (⇄) | Nu     | Nu     |
| Galiciană            | Nu     | Nu     | Nu     | Nu     | Nu     | Nu     | Da (⇄) | Nu     | Nu     | —      | Nu     | Nu     | Nu     | Nu     | Nu     | Da (⇄) | Nu     | Da (⇄) | Nu     | Nu     |
| Islandeză            | Nu     | Nu     | Nu     | Nu     | Nu     | Nu     | Da (→) | Nu     | Nu     | Nu     | —      | Nu     | Nu     | Nu     | Nu     | Nu     | Nu     | Nu     | Nu     | Nu     |
| Macedoneană          | Nu     | Nu     | Nu     | Da (⇄) | Nu     | Nu     | Da (→) | Nu     | Nu     | Nu     | Nu     | —      | Nu     | Nu     | Nu     | Nu     | Nu     | Nu     | Nu     | Nu     |
| Norvegiană (Bokmål)  | Nu     | Nu     | Nu     | Nu     | Nu     | Nu     | Nu     | Nu     | Nu     | Nu     | Nu     | Nu     | —      | Da (⇄) | Nu     | Nu     | Nu     | Nu     | Nu     | Nu     |
| Norvegiană (Nynursk) | Nu     | Nu     | Nu     | Nu     | Nu     | Nu     | Nu     | Nu     | Nu     | Nu     | Nu     | Nu     | Da (⇄) | —      | Nu     | Nu     | Nu     | Nu     | Nu     | Nu     |
| Occitană             | Nu     | Nu     | Nu     | Nu     | Da (⇄) | Nu     | Nu     | Nu     | Nu     | Nu     | Nu     | Nu     | Nu     | Nu     | —      | Nu     | Nu     | Da (⇄) | Nu     | Nu     |
| Portugheză           | Nu     | Nu     | Nu     | Nu     | Da (⇄) | Nu     | Nu     | Nu     | Nu     | Da (⇄) | Nu     | Nu     | Nu     | Nu     | Nu     | —      | Nu     | Da (⇄) | Nu     | Nu     |
| Română               | Nu     | Nu     | Nu     | Nu     | Nu     | Nu     | Nu     | Nu     | Nu     | Nu     | Nu     | Nu     | Nu     | Nu     | Nu     | Nu     | —      | Da (←) | Nu     | Nu     |
| Spaniolă             | Da (⇄) | Da (←) | Nu     | Nu     | Da (⇄) | Nu     | Da (⇄) | Da (⇄) | Da (⇄) | Nu     | Nu     | Nu     | Nu     | Nu     | Da (⇄) | Da (⇄) | Da (←) | —      | Nu     | Nu     |
| Suedeză              | Nu     | Nu     | Nu     | Nu     | Nu     | Da (→) | Nu     | Nu     | Nu     | Nu     | Nu     | Nu     | Nu     | Nu     | Nu     | Nu     | Nu     | Nu     | —      | Nu     |
| Galeză               | Nu     | Nu     | Nu     | Nu     | Nu     | Nu     | Da (→) | Nu     | Nu     | Nu     | Nu     | Nu     | Nu     | Nu     | Nu     | Nu     | Nu     | Nu     | Nu     | —      |

(În legătură cu săgețile:
pe linia Bască, coloana es, avem →, ceea ce înseamnă că există un dicționar Bască→Spaniolă.
pe linia Catalană, coloana eo, avem ←, ceea ce înseamnă că există un dicționar Esperanto→Catalană
pe linia Asturiană, coloana es, avem ⇄, ceea  ce înseamnă că există un dicționar Spaniolă→Asturiană și unul Spaniolă→Asturiană)